# ماکسیم بیلی (بازیکن فوتبال، زاده ۱۹۸۹)
ماکسیم بیلی (اوکراینی: Максим Іванович Білий؛ ۲۷ آوریل ۱۹۸۹ – ۱۴ سپتامبر ۲۰۱۳ (۲۴ سال)) بازیکن فوتبال اهل اوکراین بود.
از باشگاه‌هایی که در آن بازی کرده‌است می‌توان به باشگاه فوتبال زوریا لوهانسک، باشگاه فوتبال متالورگ زاپروژیا، و باشگاه فوتبال متالیست خارکوف اشاره کرد.
وی همچنین در تیم‌های ملی فوتبال Ukraine national under-16 football team, Ukraine national under-18 football team, Ukraine national under-19 football team، و زیر ۲۱ سال اوکراین بازی کرده‌است.